# 몬스 멕
몬스 멕(Mons Meg)은 중세 유럽에서 만들어진 사석포로, 무지막지한 크기로 유명하다. 현재 스코틀랜드 에딘버러 성에 전시되어 있다. 그 기원에 대해서는 여러 가지 의견이 분분했으나, 1449년에 부르고뉴 공작 필리프 3세의 명령으로 만들어져 8년 뒤에 다른 대포들과 함께 스코틀랜드 왕 제임스 2세에게 헌상한 것으로 생각된다.